# Брюэль, Поль
Поль Брюэль (фр. Paul Bruel; 2 января 1859, Женева — 2 августа 1904, Женева) — швейцарский шоссейный велогонщик. Активно выступал в 1878—1888 годах. Победитель (1883, 1884) и призёр (1886, 1887) велогонки Тур дю Лак Леман.
Выступал как индивидуально, так и в составе команды клуба Vélo Club de Genève (1883, 1884, 1886, 1887).

## Достижения
1878
3-й, гонка Женева — Ролль — Женева
1881
4-й Тур дю Лак Леман
1883
1-й Тур дю Лак Леман
1884
1-й Тур дю Лак Леман
1885
1-й гонка Женева — Пеней — Женева
1886
2-й Тур дю Лак Леман
1887
2-й Тур дю Лак Леман
2-й гонка Версуа-Селины-Версуа
1888
1-й гонка Версуа-Селины-Версуа